# Satán se divierte
Satan s'amuse o Satán se divierte es una película francesa realizada en 1907 por el español pionero del cine Segundo de Chomón. La película a menudo se confunde con Le spectre rouge por el mismo director, incluso en la base de datos de IMDb.

## Argumento
Satanás está aburrido. Regresa a la Tierra en un ascensor mágico. Sorprende a dos trabajadores de alcantarillado, se disfraza de hombre de ciudad y difunde sus fechorías: pelea con un cochero, altercado con un sargento, mistificación de un camarero, mezcla de parejas enamoradas. Una jaula lo atrapa con una mujer joven y cae al infierno. Sorpresa, la joven no es otra que Madame Satan, que estaba disfrazada de celos.

## Efectos especiales
El cortometraje destaca por la utilización de efectos especiales como levitación de personas, desaparición de objetos y la utilización de cámara atrás.